# Ceriana alaplicata
Ceriana alaplicata är en tvåvingeart som först beskrevs av Hardy 1945.  Ceriana alaplicata ingår i släktet griffelblomflugor, och familjen blomflugor. Inga underarter finns listade i Catalogue of Life.